# Requena verticalis
Requena verticalis är en insektsart som beskrevs av Walker, F. 1869. Requena verticalis ingår i släktet Requena och familjen vårtbitare. Inga underarter finns listade i Catalogue of Life.